# Diecezja Lund
Diecezja Lund (szw. Lunds stift) – od czasów reformacji w Danii (1536) jedna z 13 diecezji ewangelicko-luterańskiego Kościoła Szwecji. Obejmuje obszar regionów administracyjnych (län) Blekinge i Skania.

## Biskupi diecezjalni
Biskupi i arcybiskupi diecezji Lund:

- Henryk z Lund (1060-65)
- Egino (1065(?)- 1072)
- Ricwald (1072-1089)
- Asser (1089-1137) - pierwszy arcybiskup
- Eskil (1137-1177)
- Anders Sunesen (1201-1222 lub 1228)
- Peder Saxesen (1224-1228)
- Uffe Thrugotsen (1228-1252)
- Jacob Erlandsen (1253-1274)
- Erland (1274-1274)
- Trugot Torstensen (1276-1280)
- Jens Dros (1280-1289)
- Jens Grand (1289-1302)
- Isarnus (1302-1310)
- Esger Juul (1310-1325)
- Karl Eriksen (1325-1334)
- Peder Jensen (1334-1355)
- Jakob Kyrning (1355-1361)
- Niels Jensen (1361-1379)
- Magnus Nielsen (1379-1390)
- Peder Jensen (1390-1391)
- Jakob Gertsen (1392-1410)
- Peder (Mickelsen) Kruse (1410-1418)
- Peder Lykke (Bille) (1359-1436)
- Hans Laxmand (1436-1443)
- Tuve Nielsen (Juul) (1443-1472)
- Jens Brostrup (1472-1497)
- Birger Gunnersen (1497-1519)
- Aage Sparre (Jepsen) (1519-1523)
- Jörgen Skodborg (1520-1523)
- Didrik Slagheck (1521-1522)
- Johan Weze (1522-1532)
- Torbern Bille (1532-1536)
- Frands Vormordsen (1537-1551)
- Niels Palladius (1551-1560)
- Tyge Asmundsen (1560-1577)
- Niels Hvid (1578-1589)
- Mogens Madsen (1589-1611)
- Poul Mortensen Aastrup (1611-1619)
- Mads Jensen Medelfar (1620-1637)
- Peder Winstrup (1638-1679)
- Canutus Hahn (1680-1687)
- Enevald Svenonius (1687-1688)
- Christian Papke (1688-1694)
- Matthias Steuchius (1694-1714)
- Jonas Linnerius (1715-1734)
- Andreas Rydelius (1734-1738)
- Carl Papke (1738-1740)
- Henric Benzelius (1740-1749)
- Johan Engeström (1748-1777)
- Olof Celsius (1777-1794)
- Petrus Munck (1794-1803)
- Nils Hesslén (1805-1811)
- Vilhelm Faxe (1811-1854)
- Henrik Reuterdahl (1855-1856)
- Johan Henrik Thomander (1856-1865)
- Vilhelm Flensburg (1865-1897)
- Gottfrid Billing (1898-1925)
- Edvard Rodhe (1925-1948)
- Anders Nygren (1949-1958)
- Nils Bolander (1958-1959)
- Martin Lindström (1960-1970)
- Olle Nivenius (1970-1980)
- Per-Olov Ahrén (1980-1992)
- Karl Gustav Hammar (1992-1997)
- Christina Odenberg (1997-2007) - pierwsza kobietą, która otrzymała sakrę biskupią w Kościele Szwedzkim.
- Antje Jackelén (2007-2014)
- Johan Tyrberg od 2014